# Ригон, Давиде
Давиде Ригон (итал. Davide Rigon; род. 26 августа 1986, Тьене, Виченца) — итальянский автогонщик. Он начал свою карьеру с Формулы-БМВ ADAC в 2003, потом он перешёл в Итальянскую Формулу-Рено и Итальянскую Формулу-3. Он выиграл титул в Формуле-Адзурре в 2005 и финишировал вторым в Итальянской Формуле-3 на следующий год.
В 2007 Ригон выиграл Евросерию 3000, одержав победы в трёх гонках. Также он представлял Италию в Сезоне 2007-08 А1 Гран-при. В 2008 он выступил в классе GT2 чемпионата FIA GT за команду BMS Scuderia Italia, а также выступил в Международной Формуле Мастер, попутно представляя Бэйцзин Гоань в дебютном сезоне 2008 Суперлиги Формулы. Первоначально все считали что Гоань будет в рядах аутсайдеров, но Давиде опроверг это своей победой в чемпионате с тремя победами.
В межсезонье Ригон присоединился к команде Trident Racing для выступления на четвёртом этапе сезона 2008-09 GP2 Asia в ночном этапе на трассе Лусаил в Катаре. Он заработал первые очки в заключительной этапе Бахрейне, финишировав седьмым. Он дополнил это третьим местом в финальной гонке и завершил чемпионат на семнадцатом месте.
Он продолжил выступать с командой в сезоне 2009 GP2, но после четырёх этапов был заменён на Родольфо Гонсалеса, несмотря на доминирование над напарником Рикардо Тейшейра в течение всех этапов. Он вернулся в Суперлигу Формулу, но уже в болид Олимпиакоса вместо Бэйцзин Гоань.

## Результаты выступлений

### Суперлига Формула
| Год  | Команда                | 1      | 2     | 3      | 4     | 5      | 6      | 7     | 8     | 9     | 10    | 11    | 12    | Место | Очки |
| ---- | ---------------------- | ------ | ----- | ------ | ----- | ------ | ------ | ----- | ----- | ----- | ----- | ----- | ----- | ----- | ---- |
| 2008 | Бэйцзин Гоань Zakspeed | ВЕЛ 1  | ВЕЛ 6 | ГЕР 5  | ГЕР 3 | БЕЛ 17 | БЕЛ 1  | ПОР 5 | ПОР 5 | ИТА 1 | ИТА 5 | ИСП 9 | ИСП 3 | 1     | 413  |
| 2009 | Олимпиакос GU-Racing   | ФРА 18 | ФРА 2 | БЕЛ 10 | БЕЛ 4 | ВЕЛ 17 | ВЕЛ 15 | ПОР   | ПОР   | ИТА   | ИТА   | ИСП   | ИСП   | 6     | 300  |

### GP2
| Год  | Команда         | 1        | 2          | 3       | 4       | 5        | 6       | 7        | 8        | 9     | 10    | 11      | 12         | 13       | 14      | 15         | 16      | 17      | 18      | 19       | 20      | Место | Очки |
| ---- | --------------- | -------- | ---------- | ------- | ------- | -------- | ------- | -------- | -------- | ----- | ----- | ------- | ---------- | -------- | ------- | ---------- | ------- | ------- | ------- | -------- | ------- | ----- | ---- |
| 2009 | Trident Racing  | ИСП 1 17 | ИСП 2 21   | МОН 1 9 | МОН 2 7 | ТУЦ 1 10 | ТУЦ 2 8 | ВЕЛ 1 16 | ВЕЛ 2 20 | ГЕР 1 | ГЕР 2 | ВЕН 1 8 | ВЕН 2 Сход | ЕВР 1 12 | ЕВР 2 7 | БЕЛ 1 Сход | БЕЛ 2 5 | ИТА 1 9 | ИТА 2 8 | АЛГ 1 14 | АЛГ 2 9 | 22    | 3    |
| 2011 | Scuderia Coloni | ТУЦ 1 10 | ТУЦ 2 Сход | -       | -       | -        | -       | -        | -        | -     | -     | -       | -          | -        | -       | -          | -       | -       | -       | -        | -       | 29    | 0    |

#### GP2 Asia
| Год     | Команда        | 1     | 2     | 3     | 4     | 5     | 6     | 7        | 8        | 9          | 10       | 11      | 12      | Место | Очки |
| ------- | -------------- | ----- | ----- | ----- | ----- | ----- | ----- | -------- | -------- | ---------- | -------- | ------- | ------- | ----- | ---- |
| 2008-09 | Trident Racing | КИТ 1 | КИТ 2 | ОАЭ 1 | ОАЭ 2 | БАХ 1 | БАХ 2 | КАТ 1 14 | КАТ 2 15 | МАЗ 1 Сход | МАЗ 2 13 | БАХ 1 7 | БАХ 2 3 | 17    | 6    |

### FIA WEC
| Сезон   | Команда           | Класс     | Машина                 | 1        | 2     | 3        | 4      | 5      | 6     | 7       | 8        | 9     | Место | Очки  |
| ------- | ----------------- | --------- | ---------------------- | -------- | ----- | -------- | ------ | ------ | ----- | ------- | -------- | ----- | ----- | ----- |
| 2013    | 8 Star Motorsport | LMGTE Am  | Ferrari 458 Italia GT2 | СИЛ      | СПА   | ЛМН      | САП 2  | США    | ФУД 4 | ШАН 1   | БАХ 2    |       | 10    | 67    |
| 2014    | AF Corse          | LMGTE Pro | Ferrari 458 Italia GT2 | СИЛ 5    | СПА 3 | ЛМН Сход | США 7  | ФУД 2  | ШАН 3 | БАХ 3   | САП 3    |       | 7     | 94    |
| 2015    | AF Corse          | LMGTE Pro | Ferrari 458 Italia GT2 | СИЛ 3    | СПА 7 | ЛМН 2    | НЮР 3  | США 3  | ФУД 3 | ШАН 4   | БАХ 6    |       | 4     | 123   |
| 2016    | AF Corse          | LMGTE Pro | Ferrari 488 GTE        | СИЛ 1    | СПА 1 | ЛМН Сход | НЮР 2  | МЕХ 4  | США 3 | ФУД 4   | ШАН 5    | БАХ 3 | 2     | 134   |
| 2017    | AF Corse          | LMGTE Pro | Ferrari 488 GTE        | СИЛ 5    | СПА 1 | ЛМН 4    | НЮР 11 | МЕХ 2  | США 3 | ФУД 5   | ШАН 6    | БАХ 1 | 4     | 139,5 |
| 2018–19 | AF Corse          | LMGTE Pro | Ferrari 488 GTE Evo    | СПА 3    | ЛМН 6 | СИЛ 16   | ФУД 10 | ШАН 6  | СЕБ 6 | СПА 6   | ЛМН Сход |       | 12    | 54,5  |
| 2019–20 | AF Corse          | LMGTE Pro | Ferrari 488 GTE Evo    | СИЛ Сход | ФУД 5 | ШАН 6    | БАХ 2  | США 5  | СПА 6 | ЛМН НКЛ | БАХ 3    |       | 8     | 86    |
| 2022    | AF Corse          | LMGTE Pro | Ferrari 488 GTE Evo    | СЕБ      | СПА   | ЛМН 3    | МНЦ    |        |       |         |          |       | 12    | 32    |
| 2022    | AF Corse          | LMGTE Am  | Ferrari 488 GTE Evo    |          |       |          |        | ФУД 4  | БАХ   |         |          |       | 24    | 12    |
| 2023    | AF Corse          | LMGTE Am  | Ferrari 488 GTE Evo    | СЕБ 5    | ПОР 4 | СПА НКЛ  | ЛМН 5  | МНЦ 10 | ФУД 1 | БАХ 4   |          |       | 3     | 91    |
| 2024    | Vista AF Corse    | LMGT3     | Ferrari 296 GT3        | КАТ      | ИМО   | СПА      | ЛМН    | САП    | США   | ФУД     | БАХ      |       |       |       |

### 24 часа Ле-Мана
| Год  | Команда  | Напарники                        | Машина                 | Класс   | Круги | ОП  | КП  |
| ---- | -------- | -------------------------------- | ---------------------- | ------- | ----- | --- | --- |
| 2014 | AF Corse | Пьер Каффер Оливье Беретта       | Ferrari 458 Italia GT2 | GTE Pro | 28    | НФ  | НФ  |
| 2015 | AF Corse | Джеймс Каладо Оливье Беретта     | Ferrari 458 Italia GT2 | GTE Pro | 332   | 21  | 2   |
| 2016 | AF Corse | Андреа Бертолини Сэм Бёрд        | Ferrari 488 GTE        | GTE Pro | 143   | НФ  | НФ  |
| 2017 | AF Corse | Сэм Бёрд Мигель Молина           | Ferrari 488 GTE        | GTE Pro | 339   | 21  | 5   |
| 2018 | AF Corse | Сэм Бёрд Мигель Молина           | Ferrari 488 GTE Evo    | GTE Pro | 338   | 24  | 9   |
| 2019 | AF Corse | Сэм Бёрд Мигель Молина           | Ferrari 488 GTE Evo    | GTE Pro | 140   | НФ  | НФ  |
| 2020 | AF Corse | Сэм Бёрд Мигель Молина           | Ferrari 488 GTE Evo    | GTE Pro | 340   | НКЛ | НКЛ |
| 2022 | AF Corse | Антонио Фуоко Мигель Молина      | Ferrari 488 GTE Evo    | GTE Pro | 349   | 30  | 3   |
| 2023 | AF Corse | Франческо Кастеллаччи Томас Флор | Ferrari 488 GTE Evo    | GTE Am  | 312   | 31  | 5   |